# Снаряд

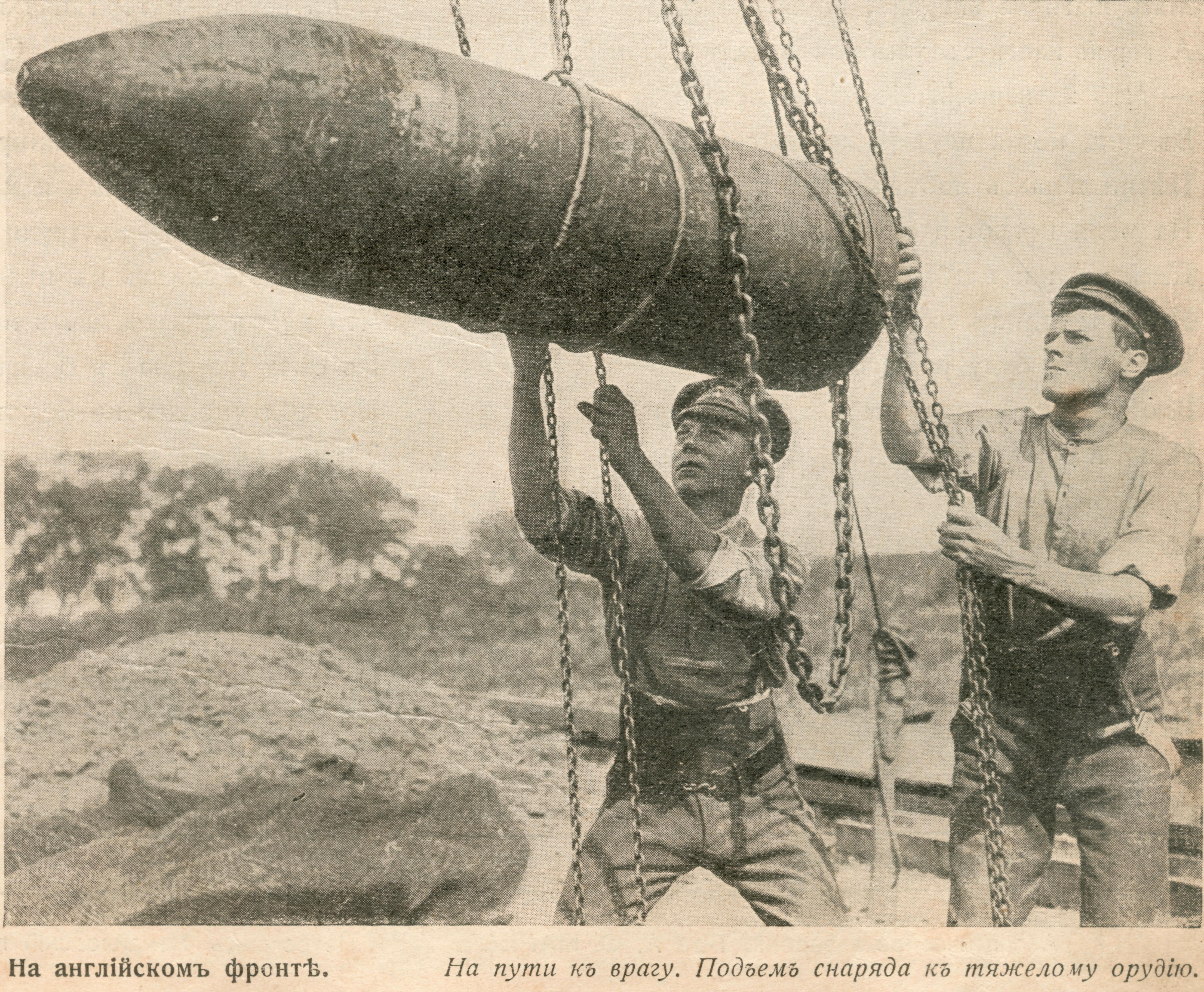
Снаряд, поднимаемый к тяжёлому орудию англичанами на германском Западном фронте ПМВ. Лето 1916

Снаря́д — средство поражения живой силы, материальной части и укреплений противника, выстреливаемое (выпускаемое) из артиллерийского или иного боевого устройства.
Ранее снаряд (наряд) — название артиллерии в Русском войске; после сформирования Петром Великим артиллерийского полка термин выходит из употребления в этом смысле. Большинство типов современных артиллерийских снарядов представляют собой осесимметричное металлическое тело с плоским днищем, на которое давят пороховые газы, образующиеся при сгорании метательного заряда. Это тело может быть сплошным или пустотелым, обтекаемой (оживальной) или стреловидной формы, нести полезную нагрузку или нет — все эти факторы (вместе со внутренним устройством) определяются назначением снаряда. Артиллерийские орудийные снаряды продолговатой формы были впервые применены итальянским артиллеристом Кавалли для изобретённого им в 1845 году нарезного орудия и с распространением нарезных пушек около 1860 года полностью вытеснили прежние пушечные ядра. В дальнейшем ещё несколько десятилетий снаряды подразделялись на «бомбы» и «гранаты», однако уже со времён Первой мировой войны термин «граната» закрепился за ручными гранатами и снарядами для гранатомёта, «бомба» — за авиационными бомбами, а артиллерийские снаряды стали называть просто «снарядами».

## Классификация артиллерийских снарядов

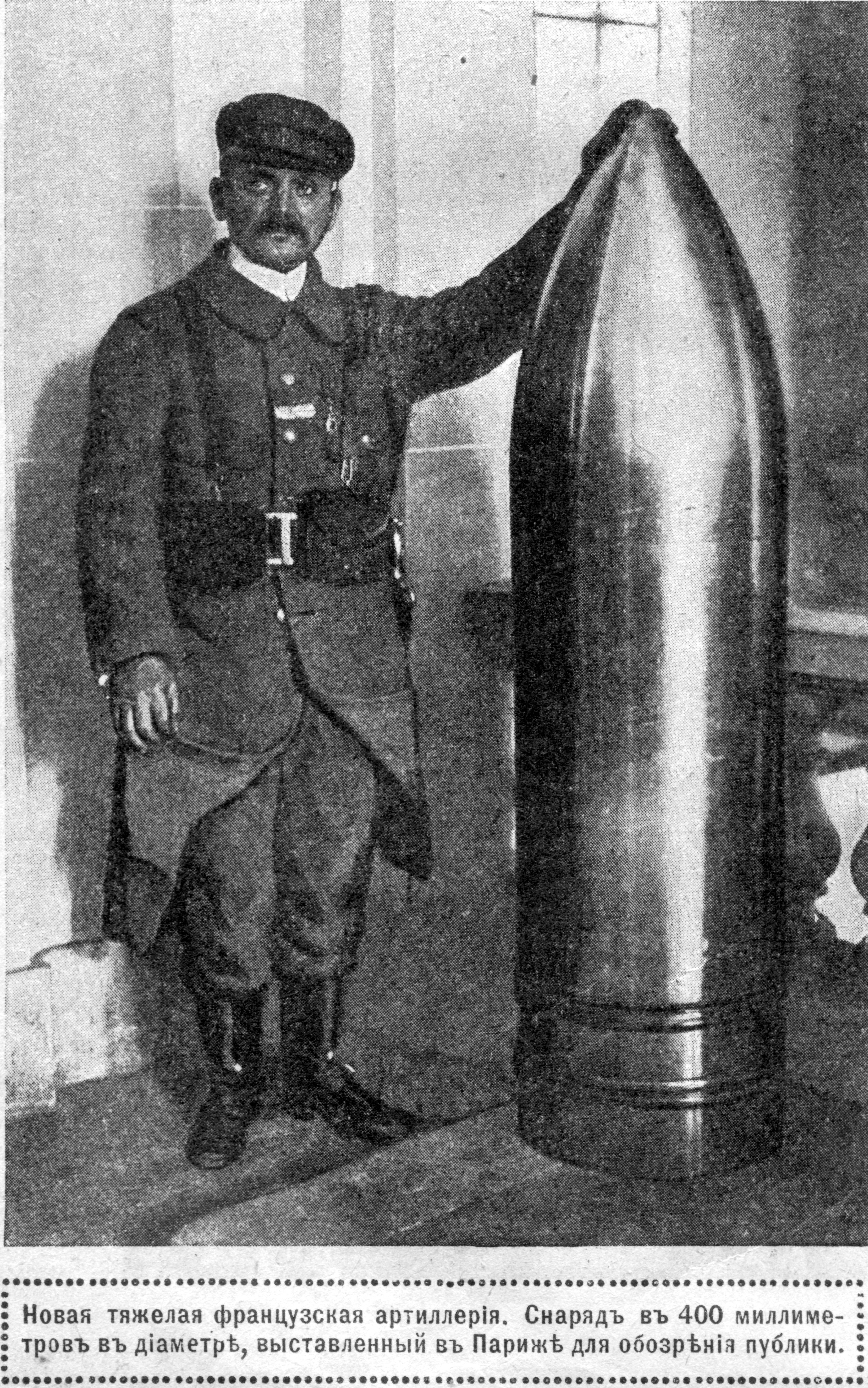
Снаряд диаметром 400 мм. Франция, 1916 год

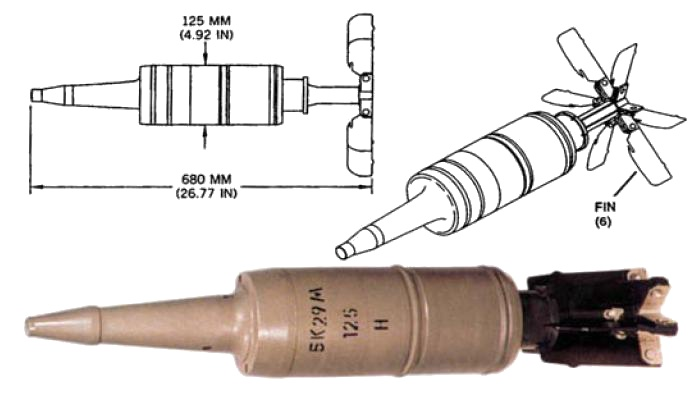
Современный гладкоствольный кумулятивный 125-мм снаряд 3БК29

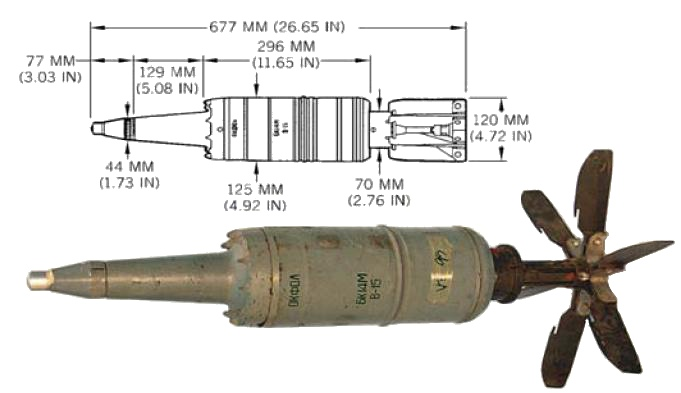
Современный пушечный 125-мм снаряд БК-14М

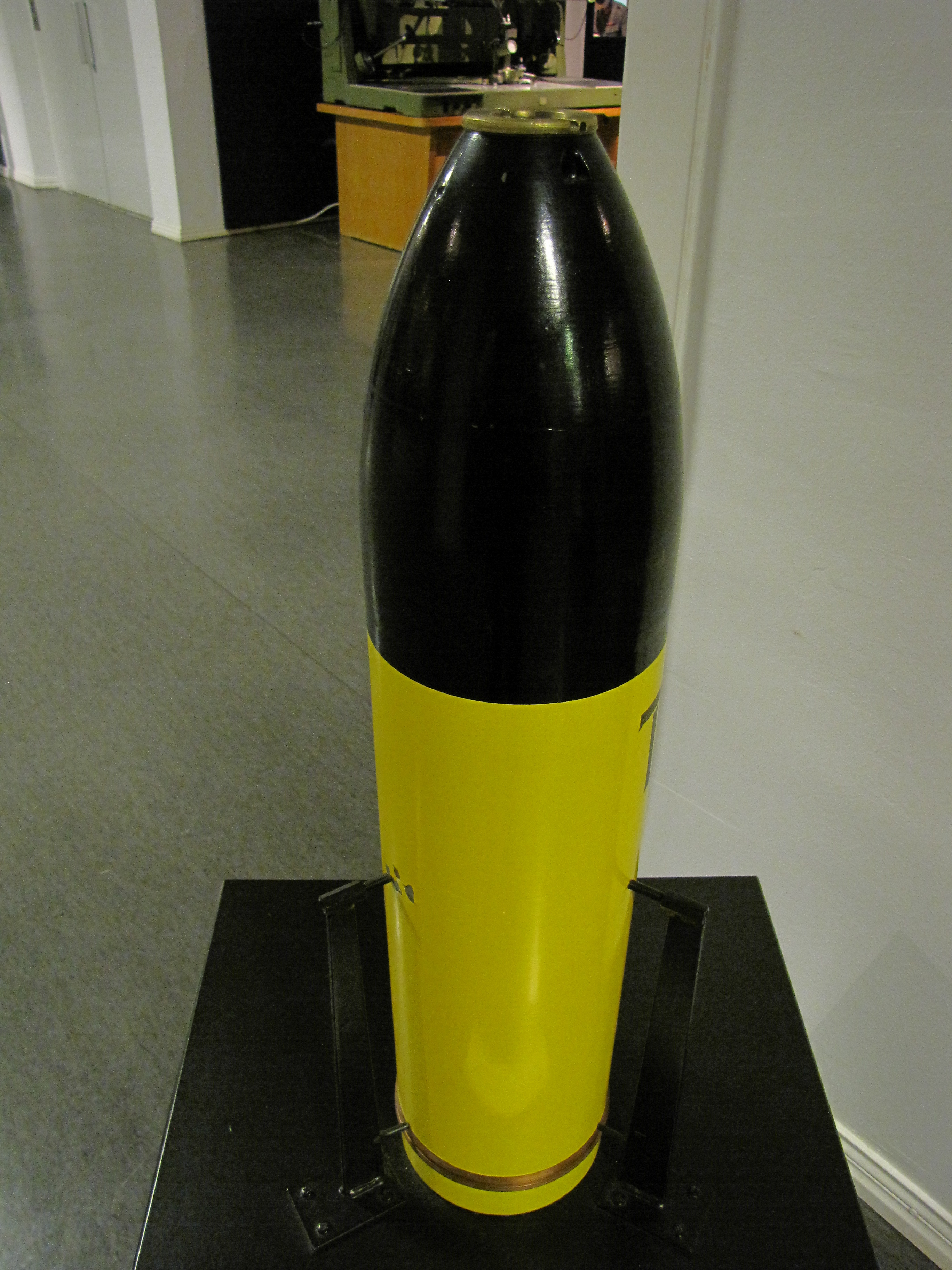
Австро-венгерский 150 мм снаряд к гаубице 15 cm schwere Feldhaubitze M. 15 эпохи ПМВ

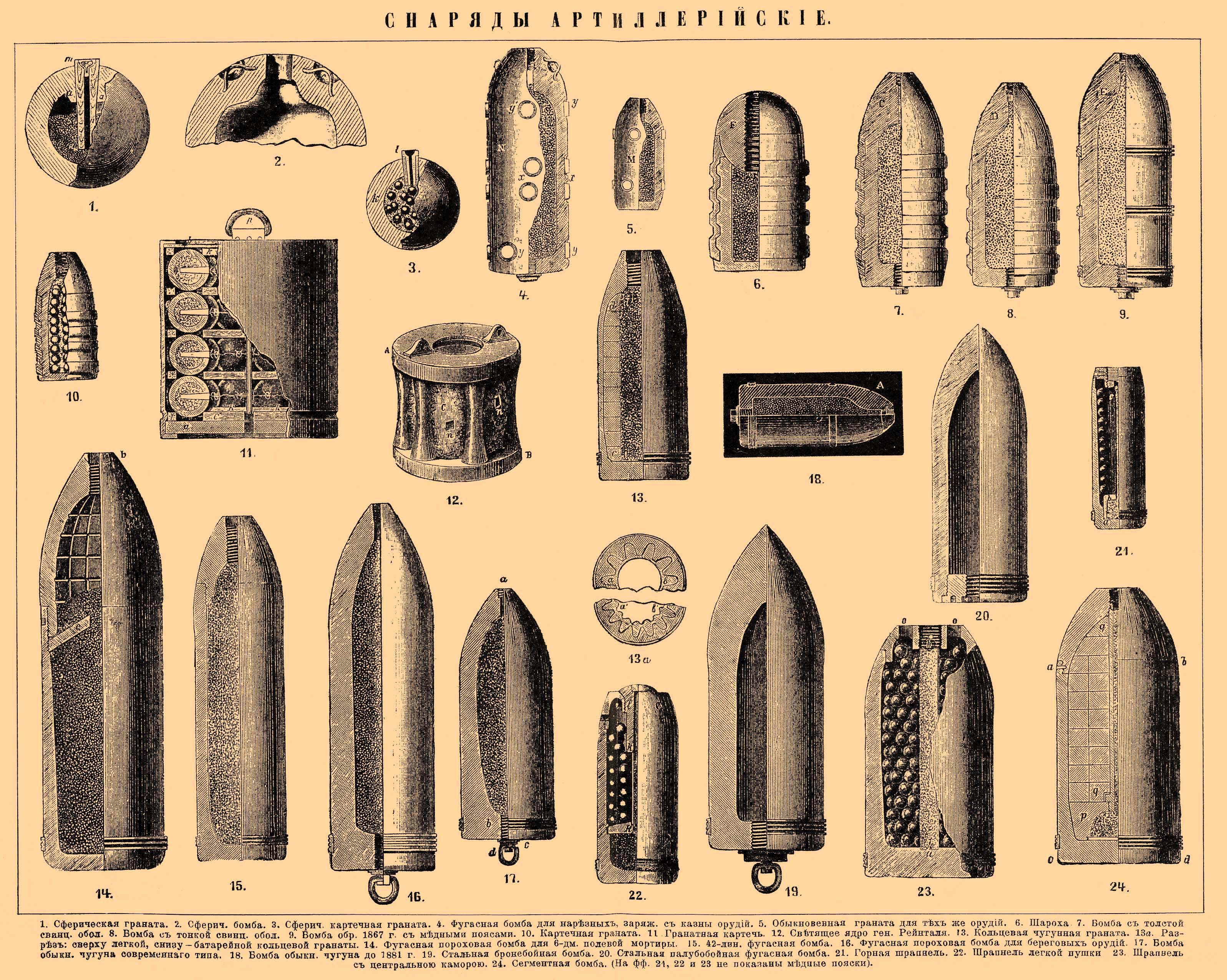
Артиллерийские снаряды XIX века (в порядке расположения на рисунке):
Верхний ряд:
,
,
,
,
,
,
.
Средний ряд:
,
,
,
,
,
,
,
.
Нижний ряд:
,
,
,
,
,
,
,
.

Классификация снарядов очень многообразна и может проводиться по нескольким признакам сразу. К числу основных классификационных признаков относятся

### Назначение снарядов
- Бронебойный снаряд — боеприпас, предназначенный для борьбы с бронетехникой противника. По своему устройству бронебойные снаряды в свою очередь подразделяются на калиберные, подкалиберные с постоянным или отделяющимся поддоном, и стреловидные оперённые снаряды. А также каморные (поражают экипаж взрывом) и сплошные(непосредственно собой и осколками брони)
- Бетонобойный снаряд — боеприпас, предназначенный для разрушения железобетонных долговременных фортификационных сооружений.
- Фугасный снаряд — боеприпас, предназначенный для разрушения полевых и долговременных фортификационных сооружений, проволочных заграждений, зданий.
- Кумулятивный снаряд — боеприпас, предназначенный для уничтожения бронетехники и гарнизонов долговременных фортификационных сооружений путём создания узконаправленной струи продуктов взрыва с высокой пробивной способностью.
- Осколочный снаряд — боеприпас, предназначенный для уничтожения живой силы противника осколками, образующимися при разрыве снаряда. Разрыв происходит при ударе о препятствие или дистанционно в воздухе.
- Картечь — боеприпас, предназначенный для уничтожения открыто расположенной живой силы противника при самообороне орудия. Представляет собой уложенные в легкосгораемый каркас пули, при выстреле разлетающиеся в определённом секторе от ствола орудия.
- Шрапнель — боеприпас, предназначенный для уничтожения открыто расположенной живой силы противника пулями, находящимися внутри его корпуса. Разрыв корпуса и выбрасывание из него пуль происходит в полёте.
- Ядерный снаряд — боеприпас для нанесения тактического ядерного удара по крупным целям и скоплениям сил противника. Наиболее эффективное и разрушительное средство, доступное артиллерии.
- Химический снаряд — боеприпас, содержащий сильнодействующее отравляющее вещество для уничтожения живой силы противника. Некоторые виды химических снарядов могут содержать химический агент нелетального действия, лишающий солдат противника боеспособности (слезоточивые, психотропные и тому подобные вещества)
- Биологический снаряд — боеприпас, содержащий сильнодействующий биологический токсин или культуру заразных микроорганизмов. Предназначается для уничтожения или нелетального выведения из строя живой силы противника.
- Термобарический снаряд — боеприпас, содержащий рецептуру для образования взрывчатой газообразной смеси. Исключительно эффективен против укрытой живой силы противника.
- Зажигательный снаряд — боеприпас, содержащий рецептуру для воспламенения легкогорючих материалов и объектов, таких как городские здания, склады топлива и тому подобное.
- Дымовой снаряд — боеприпас, содержащий рецептуру для образования дыма в больших количествах. Применяется для создания дымовых завес, ослепления командно-наблюдательных пунктов противника.
- Осветительный снаряд — боеприпас, содержащий рецептуру для создания длительно и яркогорящего пламени. Применяется для освещения поля боя в тёмное время суток. Как правило, оснащён парашютом для большей продолжительности освещения.
- Трассирующий снаряд — боеприпас, оставляющий за собой при своём полёте яркий след, видимый невооружённым глазом.
- Агитационный снаряд — боеприпас, содержащий внутри себя листовки для агитации солдат противника или распространения пропаганды среди гражданского населения в прифронтовых населённых пунктах противника.
- Учебный снаряд — как правило сплошной боеприпас, предназначенный для обучения личного состава артиллерийских частей. Может быть как муляжом или массогабаритным макетом, непригодными для стрельбы, так и годным для учебных стрельб боеприпасом.

Некоторые из этих классификационных признаков могут перекрываться. Например, широко известны осколочно-фугасные и бронебойно-трассирующие снаряды.

Схема конструкции осколочно-фугасного снаряда

### Конструкция снаряда
- Материал корпуса или сердечника снаряда — сталь, сталистый чугун, вольфрам, уран и тому подобное.
- Вид взрывчатого вещества (бризантные и тому подобные снаряды)
- Геометрия корпуса снаряда — остроголовый, тупоголовый, дальнобойной формы
- Полезная нагрузка снаряда — сплошной снаряд без нагрузки или артиллерийская граната с полостью для нагрузки (взрывчатка, шрапнельные пули, листовки, противопехотные мины)
- Вид орудия — гаубичные, пушечные, нарезные или невращающиеся снаряды
- Прочие конструктивные особенности — снаряд с ведущим пояском, крылатый снаряд, активно-реактивный снаряд (со вспомогательным реактивным двигателем), управляемый (корректируемый) снаряд и тому подобное.

#### Корректируемые снаряды
- Для снарядов повышенной дальности применяется коррекция с целью уменьшить отклонение от цели за счет ошибок наведения и возмущений атмосферы. Для этого используется инерциальная система управления и/или коррекция по сигналам навигационных систем (например, GPS). Например, M982 «Excalibur».
- Для поражения подвижных целей на больших дистанциях или целей без топопривязки применяют лазерное целеуказание. Цель подсвечивают лазером, а головка самонаведения наводит снаряд на подсвеченную цель. Таковы, например, «Copperhead», «Краснополь», «Цветник», «Сантиметр», «Китолов», «Грань».
- Существуют кассетные снаряды с управляемыми кассетами. Снаряд выбрасывает кассеты на заданной дистанции над целью, после чего кассета, снижаясь на парашюте, начинает поиск цели по тепловому излучению. Таковы, например, «SMArt 155», «BONUS-155».

### Метод подрыва
- Контактный (взрыватель срабатывает от попадания в цель, грунт или иное препятствие), может быть мгновенного или замедленного действия;
- Неконтактный (не требуется попадания в цель, грунт или иное препятствие), в свою очередь разделяется на подвиды:
  - Дистанционный (по истечении заданного времени полёта — трубка шрапнели, электронный таймер, механический таймер, химический таймер (не применяется с 40-х годов, из-за слишком высокой зависимости от температуры окружающей среды), радиодальномер (применяется в ракетах «воздух—воздух» и боеприпасах типа «ударное ядро»);
  - Радиокомандный (по команде от системы управления огнём, чаще всего на меньшем заданного удаления от цели);
  - Барометрический (подрыв на заданной высоте на основе измерения атмосферного давления);
- Комбинированный (сочетание нескольких методов в одном боеприпасе).

В историческом прошлом артиллерии применялись и другие типы снарядов, ныне вышедшие из употребления, например пушечные ядра.
Любой артиллерийский снаряд за исключением учебных, сплошных и некоторых видов подкалиберных бронебойных боеприпасов является крайне опасным для жизни предметом. При обнаружении невыстреленного или неразорвавшегося снаряда следует немедленно обратиться к властям для его быстрейшей ликвидации. В конструкции некоторых видов подкалиберных бронебойных боеприпасов применяется обеднённый уран, что делает их в определённой мере опасными для здоровья военнослужащих и окружающей среды. К их числу относятся бронебойные оперённые подкалиберные снаряды танковых пушек как принятых в НАТО калибров 105 и 120 мм, так и советского (принятого в России, некоторых странах СНГ и КНР) калибра 125 мм.